# Långtjärnen (Bygdeå socken, Västerbotten)
Långtjärnen är en sjö i Robertsfors kommun i Västerbotten och ingår i Dalkarlsån-Sävaråns kustområde.